# Pere Vallribera i Moliné
Pere Vallribera i Moliné (* 27. Januar 1903 in Sallent de Llobregat; † 7. März 1990 in Barcelona) war ein spanischer Pianist, Komponist und Musikpädagoge.

## Leben und Werk
Pere Vallribera studierte zunächst bei V. Pastallé in Sallent, dann bei Josep Barberà und Guillem Garganta in Barcelona. Er absolvierte anschließend Vertiefungsstudien bei Isidore Philipp in Paris.
Seit 1932 war er Präsident des Institut d'Estudis Musicals. Im selben Jahr wurde er zum Professor des Conservatori del Liceu ernannt. Diese Institution leitete er nach dem Spanischen Bürgerkrieg über nahezu dreißig Jahre lang. Vor dem Spanischen Bürgerkrieg wirkte er als Orchestersolist der Banda Municipal de Barcelona und des Orquestra Pau Casals.
Neben seiner Lehrtätigkeit baute er sich eine Karriere als Solist auf und war vorwiegend im Bereich der Kammermusik aktiv. Er spielte zusammen mit Concepció Supervia, Emili Vendrell, Henri Lewkowicz und Concepció Badia Tonträgeraufnahmen ein. Er trat in Ensembles und mit katalanischen und internationalen Solisten wie Gaspar Cassadó, Pierre Fournier, Josep Trotta, Ernst Xancó, Francesc Costa, Gerard Claret und Lluís Claret oder der englisch-polnischen Violinistin Ida Haendel auf.
Er komponierte Sardanas, Chorlieder, Goigs (Loblieder) und Kammermusik. Er veröffentlichte das  Manual de ejecución pianística y expresión („Handbuch für Klavieraufführungen und -ausdruck“). Er war Mitglied der Acadèmia de Belles Arts de Sant Jordi.